# Castromembibre
Castromembibre – gmina w Hiszpanii, w prowincji Valladolid, w Kastylii i León, o powierzchni 16,85 km². W 2011 roku gmina liczyła 73 mieszkańców.